# Província de Juana Azurduy de Padilla
|  | Aquest article tracta sobre la província boliviana. Si cerqueu la militar independentista sud-americana, vegeu «Juana Azurduy de Padilla». |

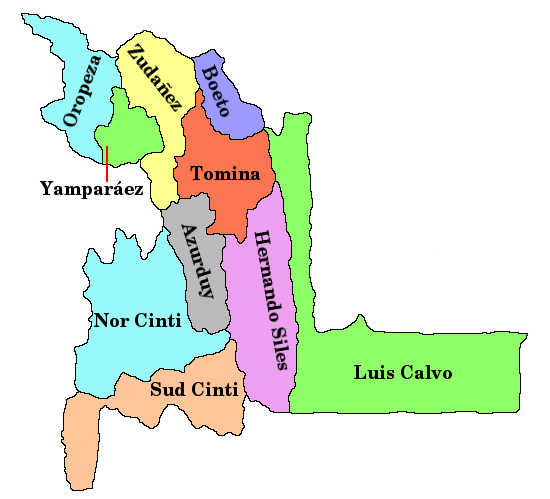
Les províncies del Departament de Chuquisaca

La província de Juana Azurduy de Padilla és una de les 10 províncies del Departament de Chuquisaca a Bolívia. La seva capital és Azurduy.